# Crimes en séries d'Osaka, Aichi et de Gifu.
 (juin 2020).
Les crimes en séries de torture et de meurtres d'Osaka, d'Aichi et de Gifu sont un ensemble de cas de torture et de meurtre, perpétrés par un groupe de garçons, qui ont eu lieu dans trois préfectures au Japon entre le 28 septembre et le 7 octobre 1994. 
Les principaux délinquants étaient trois garçons, appelés A, B et C. A (19 ans à l'époque) a été blessé lors d'un cambriolage dans la préfecture d'Aichi en août 1994 et s'est enfui à Osaka . Là, il a fait la connaissance de B (19) et C (18). Bien que les sept autres hommes et femmes fassent partie de leur groupe, ces trois principaux délinquants ont commis des chantages par mail et des viols répétés. 
Vers 3 heures du matin le 28 septembre, les trois hommes ont attaqué, volé et enlevé un chômeur de 26 ans à Chuo-ku, Osaka. Ils l'ont détenu pendant dix-neuf heures avant de l'étrangler avec une ceinture. Ses restes ont été enveloppés dans une couverture et abandonnés à Yamanaka. 
Deux hommes ont été racketté et enlevés à minuit, le 7 octobre, et deux hommes ont été agressés avec un tuyau de fer et assassinés dans la région de la rivière Nagara à Gifu. Le lendemain, des restes ont été découverts au même endroit 
Un autre homme s'est échappé du groupe avant d'aller au commissariat. Le groupe de delinquents a été placé sur la liste des personnes les plus recherchées du Japon le 12 octobre. La plupart des membres du groupe ont été arrêtés le 18 janvier 1995 à Osaka. 